# Dorothea Schenck

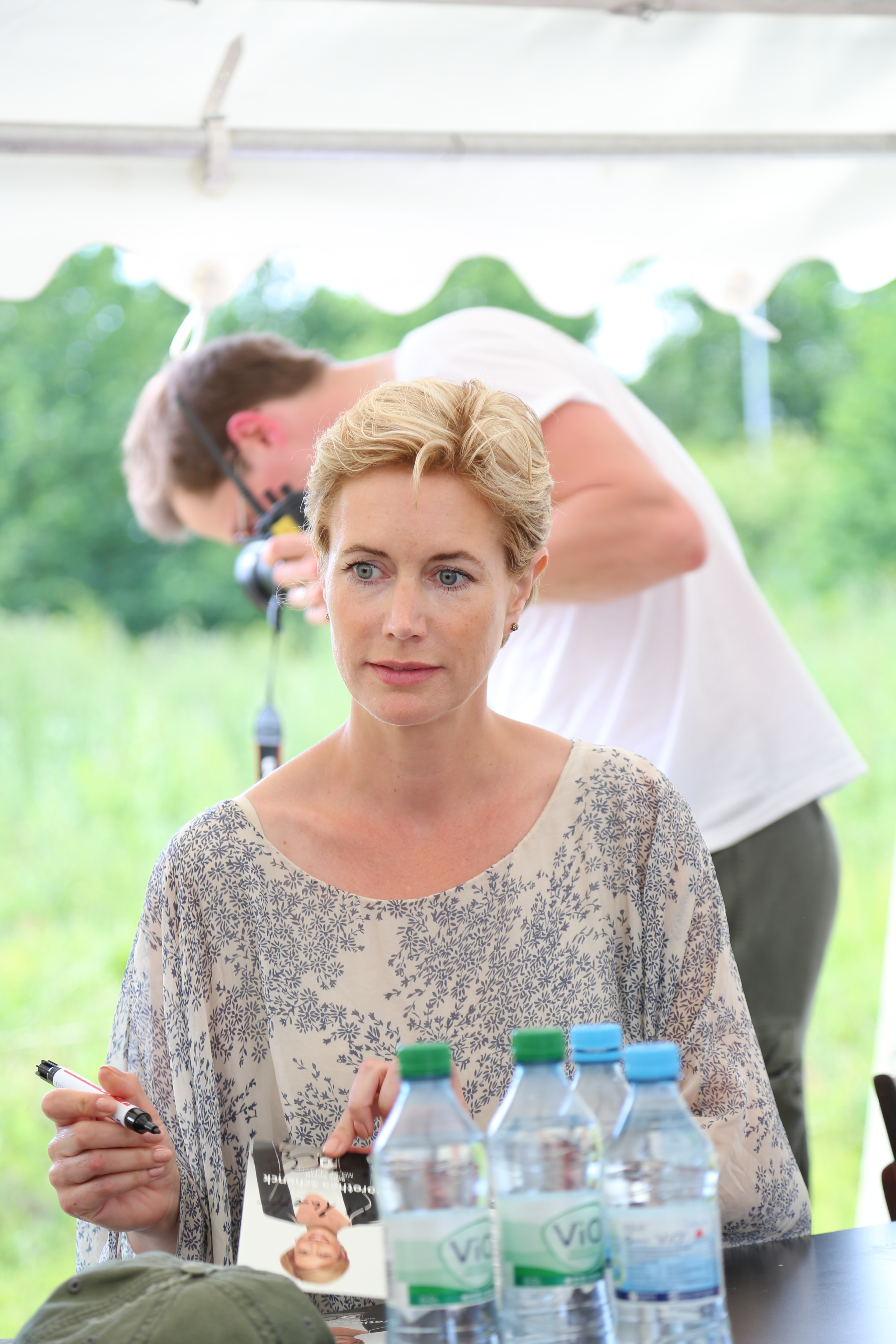
Dorothea Schenck, 2017

Dorothea Schenck (* 25. Juni 1971 in Ost-Berlin) ist eine deutsche Schauspielerin.

## Leben
Nach einer privaten Schauspiel-Ausbildung im Theaterstudio Friedrichstraße in Berlin bekam Dorothea Schenck einige Engagements an kleineren Bühnen.
Bekannt wurde sie 1993 in einer Nebenrolle der Vorabend-Serie Happy Holiday, danach folgten Auftritte in Für alle Fälle Stefanie, Der Fahnder und Mona M. – Mit den Waffen einer Frau.
Nach ihrer Rolle als Kommissarin Sophie Steeger in Die Handschrift des Mörders folgte eine weitere Hauptrolle im Edgar-Wallace-Krimi Die vier Gerechten.
Einem größeren Publikum wurde Dorothea Schenck durch ihre Hauptrolle in der Krimiserie Großstadtrevier bekannt, in der sie als Polizistin „Anna Bergmann“ mit Jan Fedder ermittelte. Diese Rolle spielte sie bereits von 1999 bis 2003, verließ dann wegen einer Schwangerschaft die Serie, kam aber 2009 für Anja Nejarri zurück ins Team und spielte wieder drei Staffeln und 37 Folgen mit, bevor sie die Serie Ende 2011 erneut verließ. Seit 2015 ist Schenck in der Fernsehserie Rote Rosen als „Simone Falkenstein“ zu sehen.
Daneben ist Schenck Sprecherin bei verschiedenen Fernsehmagazinen, unter anderem Grip – das Motormagazin und Galileo.
Dorothea Schenck ist verheiratet und hat drei Kinder.

## Filmografie
- 1992: Happy Holiday
- 1994–1998: Der König
- 1995: Rosamunde Pilcher: Wolken am Horizont (Fernsehreihe)
- 1997: Parkhotel Stern (Fernsehserie)
- 1999–2003 und 2009–2011: Großstadtrevier (Fernsehserie, 105 Folgen)
- 1999: Die Handschrift des Mörders
- 2000: Der letzte Zeuge
- 2001: Neues aus Büttenwarder (Fernsehserie, Folge 5 Ferienfieber)
- 2002: Unser Charly (Fernsehserie)
- 2002: Edgar Wallace: Die vier Gerechten
- 2004: Hallo Robbie!
- 2005: SOKO Kitzbühel (Fernsehserie)
- 2006: Unter weißen Segeln – Träume am Horizont
- 2007: Im Namen des Gesetzes – Liebeskrank
- 2008: Italien im Herzen
- 2015–2019: Rote Rosen (Fernsehserie)
- 2024: Der Fall Marianne Voss